# 保罗·恩奎斯特
保罗·恩奎斯特（英語：Paul Enquist，1955年12月13日—），美国男子赛艇运动员。他曾代表美国参加1984年夏季奥林匹克运动会赛艇比赛，联同布拉德·艾伦·刘易斯获得男子双人双桨金牌。